# Saltugilia
Saltugilia là một chi thực vật có hoa trong họ Polemoniaceae.

## Loài
Chi Saltugilia gồm 4 loài:
- Saltugilia australis, tên trước đây Gilia australis.[3]
- Saltugilia caruifolia, tên trước đây Gilia caruifolia.[4]
- Saltugilia latimeri, tên trước đây Saltugilia australis.[5][6]
- Saltugilia splendens,[7] tên trước đây Gilia splendens, còn được ghi dưới tên Saltugilia grinnellii.[5][8]